# Edwin de Graaf
Edwin de Graaf est un footballeur néerlandais, né le 30 avril 1980 à La Haye aux Pays-Bas. Il évolue comme milieu droit.

## Carrière
- 2001-2004 :  RBC Roosendaal
- 2004-2006 :  Feyenoord Rotterdam
  - 2005 :  RBC Roosendaal (prêt)
  - 2005-2006 :  ADO La Haye (prêt)
- 2006-2010 :  NAC Breda
- 2010-2011 :  Hibernian FC
  - 2011 :  SBV Excelsior (prêt)
- 2011-2012 :  SBV Excelsior[1]

## Palmarès
Vierge